# Berekum Arsenal FC
Berekum Arsenal Football Club w skrócie Berekum Arsenal FC – ghański klub piłkarski grający w drugiej, a niegdyś w pierwszej lidze ghańskiej, mający siedzibę w mieście Berekum.
Nazwa klubu oraz stroje domowe zostały zainspirowane angielskim klubem Arsenalem Londyn

## Występy w afrykańskich pucharach
| Sezon | Rozgrywki           | Runda | Kraj   | Klub                         | Dom | Wyjazd | Dwumecz |
| ----- | ------------------- | ----- | ------ | ---------------------------- | --- | ------ | ------- |
| 2006  | Puchar Konfederacji | 1     | Kongo  | CSMD Diables Noirs           | 2–0 | 1–2    | 3–2     |
| 2006  | Puchar Konfederacji | 2     | Angola | Atlético Petróleos de Luanda | 0–0 | 0–2    | 0–2     |

## Stadion
Domowe mecze klub rozgrywa na stadionie o nazwie Golden City Park w Berekum, który może pomieścić 5000 widzów.